# Are You Afraid of the Dark?
Are You Afraid of the Dark? (conocida en Hispanoamérica como ¿Le temes a la oscuridad? y en España como El club de medianoche) es una serie de televisión canadiense de terror fantástico antológico. La serie original fue creada por DJ MacHale y Ned Kandel, y fue retomada por Nickelodeon en 1991. MacHale, Kandel, y era producido la empresa canadiense Cookie Jar Entertainment para las cadenas de televisión YTV y Nickelodeon, y como parte del acuerdo, el programa fue filmado en Richmond, Columbia Británica y en el área metropolitana de Quebec, incluyendo sus suburbios.
La serie se estrenó con el episodio "The Tale of the Twisted Claw" como un piloto en Halloween 1991 en la red de televisión canadiense YTV y se emitió hasta el 11 de junio de 2000. El espectáculo luego se estrenó en SNICK de Nickelodeon el 15 de agosto de 1992 y se emitió hasta 20 de abril de 1996. El espectáculo fue un éxito crítico y comercial, obteniendo numerosos premios a medida que avanzaba la serie.
La serie fue revivida con nuevos directores, escritores, y el molde fue producida por Nickelodeon de 1999 a 2000 y también se estrenó en SNICK. El único miembro de la alineación original que regresó para las temporadas 6 y 7 fue Tucker (Daniel DeSanto), aunque Gary (Ross Hull) regresó para el show final, que notablemente rompió con el formato establecido del espectáculo borrando la línea entre la historia y "realidad".

## Antecedentes
Giraba alrededor de un grupo de adolescentes que se referían a sí mismos como La Sociedad de la medianoche. Cada semana, en un lugar secreto en el bosque, un miembro contaría una historia aterradora al grupo. Cada narrador comenzaría su historia diciendo: "Someto a la aprobación de la sociedad de la medianoche, esta historia a la que llamo...", luego lanzaría un puñado de "polvo de medianoche" de una bolsa de cuero en una fogata para aumentar las llamas y producir un extraño humo blanco. El creador MacHale escribió la línea: "Someto a la aprobación..." Como un guiño al show The Twilight Zone, en el que el creador Rod Serling después de presentar el episodio, dice "Someto a su aprobación..." El narrador continuaría anunciando su título (The Tale of...).
Los temas de las historias suelen girar alrededor de una variedad de fenómenos paranormales, tales como demonios, fantasmas, magia, casas embrujadas, maldiciones mágicas, alienígenas, brujas, vampiros, hombres lobos y similares entrando en contacto con los jóvenes promedio. Por lo general, los episodios fueron filmados en el bosque, en casas abandonadas o en lugares públicos como escuelas y bibliotecas.
Las fuentes de estos cuentos varían en diferentes formas y muchos eran adaptaciones de cuentos de hadas de dominio público o leyendas urbanas. Por ejemplo, el episodio La Historia de la Garra Maldita es una adaptación de La pata de mono escrito por W. W. Jacobs.
A veces, las historias se inspiraron en un determinado evento en la vida del narrador. En el episodio La historia del payaso carmesí, por ejemplo, Tucker chantajeó a su hermano Gary, con un poema que había encontrado, que Gary había escrito para Samantha. Gary contó una historia en la que un chico fue castigado por el payaso por portarse mal con su hermano. Al terminar la historia, Tucker le dio el poema.

## Desenlaces
Muchas de las historias terminaban con un final feliz, por ejemplo, en el episodio La historia del fantasma solitario una niña muerta y su anciana madre se reúnen. Casi todas las historias se centraron en terminar con una resolución y el escape seguro del personaje principal de cualquier problema que se les había ocurrido.
Sin embargo, ocasionalmente, terminaban con la desaparición del personaje, como en "la historia del campeón de los videojuegos" donde el personaje queda atrapado en el juego. Otro ejemplo se narra en "la historia de los vecinos nocturnos" donde al final se descubre que el vampiro era un pequeño niño y esa noche cobraría venganza a los protagonistas. Otro ejemplo más extremo, se ve en "El relato del pueblo de los vampiros", donde el personaje principal, es asesinado al final por un vampiro y en "La historia del piso 13" donde al final la chica protagonista era en realidad un extraterrestre que debía ser rescatada por habitantes de su planeta disfrazados que intentaban llevársela haciendo que se quedara a jugar en su apartamento, pero ella, convencida de ser terrestre, escapó de allí, perdiendo la oportunidad de irse durante 10 años.
Al final de la mayoría de los episodios, un personaje (generalmente Gary en las primeras 5 temporadas y Tucker en las últimas 2 temporadas del show) vaciaba una cubeta roja de agua al fuego, declarando: "Declaro terminada esta reunión de la sociedad de la medianoche" y el grupo dejaba el lugar.

## Episodios
| 1ra generación |    |    |                          |                       |                       |                         |
|                | 1  | 13 | 31 de octubre de 1990    | 15 de agosto de 1992  | 19 de junio de 1991   | 14 de noviembre de 1992 |
|                | 2  | 13 | 26 de septiembre de 1991 | 19 de junio de 1993   | 22 de enero de 1992   | 2 de octubre de 1993    |
|                | 3  | 13 | 28 de octubre de 1992    | 8 de enero de 1994    | 20 de enero de 1993   | 16 de abril de 1994     |
|                | 4  | 13 | 17 de noviembre de 1993  | 1 de octubre de 1994  | 19 de enero de 1994   | 21 de enero de 1995     |
|                | 5  | 13 | 7 de octubre de 1995     | 7 de octubre de 1995  | 20 de abril de 1996   | 20 de abril de 1996     |
| 2da generación |    |    |                          |                       |                       |                         |
|                | 6  | 13 | 27 de febrero de 1999    | 27 de febrero de 1999 | 15 de mayo de 1999    | 15 de mayo de 1999      |
|                | 7  | 13 | 2 de abril de 2000       | 2 de abril de 2000    | 11 de junio de 2000   | 11 de junio de 2000     |
| 3ra generación |    |    |                          |                       |                       |                         |
|                | 8  | 3  | 11 de octubre de 2019    | 11 de octubre de 2019 | 25 de octubre de 2019 | 25 de octubre de 2019   |
|                | 9  | 6  | 12 de febrero de 2021    | 12 de febrero de 2021 | 19 de marzo de 2021   | 19 de marzo de 2021     |
|                | 10 | 4  | 30 de julio de 2022      | 30 de julio de 2022   | 13 de agosto de 2022  | 13 de agosto de 2022    |

## Personajes
Cada miembro de la sociedad de la medianoche a partir de 1991 a 1996 tiene una personalidad distinta, y una tendencia notable en su narración. Aunque no todas sus historias tienen estilos y tramas similares, en muchas de las historias, cada personaje tiene un aspecto único que refleja la naturaleza del narrador, y lo que encuentran más importante para ellos mismos. En la segunda generación, los personajes derivan sus historias más de los acontecimientos que ocurren durante los días que preceden a las reuniones de la sociedad en lugar de sus intereses y opiniones personales. Muchos de los episodios posteriores se dieron simplemente a un miembro aleatorio de la sociedad a decir.
| Rol                              | Actor/Actriz                     | Años                             |
| The Midnight Society (1991–1996) | The Midnight Society (1991–1996) | The Midnight Society (1991–1996) |
| -------------------------------- | -------------------------------- | -------------------------------- |
| Gary                             | Ross Hull                        | 1991–1996                        |
| Betty Ann                        | Raine Pare-Coull                 | 1991–1996                        |
| Kiki                             | Jodie Resther                    | 1991–1996                        |
| Frank Moore                      | Jason Alisharan                  | 1991–1995                        |
| Tucker                           | Daniel DeSanto                   | 1993–1996                        |
| Samantha                         | Joanna Garcia                    | 1993-1996                        |
| Kristen                          | Rachel Blanchard                 | 1991–1993                        |
| David                            | Nathaniel Moreau                 | 1991–1993                        |
| Stig                             | Codie Wilbee                     | 1995–1996                        |
| Eric                             | Jacob Tierney                    | 1991–1992                        |
| The Midnight Society (1999–2000) |                                  |                                  |
| Quinn                            | Kareem Blackwell                 | 1999–2000                        |
| Megan                            | Elisha Cuthbert                  | 1999–2000                        |
| Vange                            | Vanessa Lengies                  | 1999–2000                        |
| Tucker                           | Daniel DeSanto                   | 1999–2000                        |
| Andy                             | David Deveau                     | 1999–2000                        |
| The Midnight Society (2019)      |                                  |                                  |
| Rachel Carpenter                 | Lyliana Wray                     | 2019                             |
| Gavin Coscarelli                 | Sam Ashe Arnold                  | 2019                             |
| Akiko Yamato                     | Miya Cech                        | 2019                             |
| Graham Raimi                     | Jeremy Ray Taylor                | 2019                             |
| Louise Fulci                     | Tamara Smart                     | 2019                             |
| The Midnight Society (2021)      |                                  |                                  |
| Luke McCoy                       | Bryce Gheisar                    | 2021                             |
| Hanna Romero                     | Beatrice Kitsos                  | 2021                             |
| Gabby Lewis                      | Malia Baker                      | 2021                             |
| Jai Malya                        | Arjun Athalye                    | 2021                             |
| Seth Romero                      | Dominic Mariche                  | 2021                             |
| Connor Stevens                   | Parker Queenan                   | 2021                             |

### Primera generación
- Gary: Un muchacho sin pretensiones, con aspecto de libro y el fundador de esta generación de la Sociedad de Medianoche. Gary tiene una fascinación distinta con la magia, especialmente en lo que se refiere al mago Houdini. Sus historias tienden a girar alrededor de objetos malditos o encantados con propiedades sobrenaturales y cómo - en manos equivocadas - pueden causar desastre, tanto para el titular como para los que están a su alrededor. Sus historias tienen el personaje recurrente "Sardo" en ellos; La mayor parte de sus historias tienen el personaje principal que compra un artículo encantado de la tienda de Sardo. En el episodio de tres partes, "El cuento de la vista de plata", Gary revela que su abuelo fue el fundador de la Sociedad de Medianoche y que fueron las historias de su abuelo lo que le inspiró a recrear el grupo.
- Betty Ann: Una chica vibrante que tiene una pasión abierta y ansiosa por lo extraño y retorcido. Sus historias a menudo incluyen temas en los que una fuerza alienígena o sobrenatural trata de entrar en el mundo de los personajes, o bien intenta arrastrarlos a sus propios reinos antinaturales. Sus historias tienden a tener giros que recuerdan a los episodios de The Twilight Zone, insinuando que los protagonistas de sus historias aún no han escapado al peligro.
- Kiki: Una valiente chica que a menudo se burla de los demás. Muchas de sus historias involucran el peligro de descuido o engaño, así como el peligro de que el pasado se repita. También es notable que un gran número de los personajes en sus historias son también de ascendencia africana, aunque la tendencia muere más tarde en la serie. Una historia que se le ocurrió tuvo que ser leído por Gary debido a su sufrimiento de laringitis en el momento.
- Frank: Un adolescente punkish. Aunque sus historias no tienen a menudo un tema corriente, tienen a menudo el personaje recurrente que el Dr. Vink aparece como el villano, o al menos, el creador del antagonista de la historia. En la quinta temporada, él y su familia se mudan.
- Tucker: El hermano menor de Gary y el miembro más joven de Midnight Society. Debido a su edad, a menudo es retratado como joven odioso. Sus historias tienden a involucrar relaciones familiares que al principio son agrias, pero crecen en fuerza frente a la adversidad, posiblemente reflejando su relación con su hermano Gary. También hay un tema corriente de los personajes desencadenando accidentalmente el mal en su mundo. Después que Gary se fue, tomó el puesto de presidente de The Midnight Society. Una vez que Tucker está a cargo, es menos un mocoso y más de un líder serio como su hermano mayor. Él es el único personaje que aparece en ambas generaciones de la sociedad de la medianoche.
- Sam: Una chica tímida con un evidente mutuo enamoramiento en Gary, que se convierte en uno de los arcos destacados de ambos desarrollados en la serie. Reflejando este afecto por Gary, las historias de Sam tienden a tener más de un fuerte tema de amor, y su resistencia incluso más allá de la muerte.
- Kristen: Una chica que, a pesar de ser muy escandalosa, tiene una afición por las historias de fantasmas y los cuentos de hadas. Ella tiene un enamoramiento cada vez mayor en David, y su afecto por el otro es un arco en desarrollo en las primeras temporadas. A ella le gusta vestirse para su narración, y sus historias casi siempre tratan con fantasmas del pasado que tienen asuntos inconclusos que no pueden completar sin la ayuda de los vivos. En la temporada 3, dejó la sociedad de medianoche debido a ella y su familia se mudan.
- David: Un chico tranquilo con una expresión misteriosa. Reflejando su naturaleza introvertida y necesidad de lidiar con su enamoramiento por Kristen, las historias de David tienden a ser menos acerca de las fuerzas externas malignas, y más a ver con el mal de los acontecimientos pasados dejados sin resolver, o la oscuridad dentro de la gente normal y las consecuencias de no tratar con sus acciones. En la tercera temporada, él y su familia se mudaron.
- Stig: Su apodo puede venir del término estigma, pues él es marcado un forastero por su falta notable de la higiene. Stig es el último miembro en ser iniciado en esta generación de la sociedad de medianoche. Como tal, él tiene solamente dos historias en la serie antes que el molde sea cambiado. Debido a la aversión que la gente parece estar en contra de él por su apariencia, sus dos historias parecen girar alrededor de forasteros juzgados por sus apariencias y gustos.
- Eric: es retratado como un adolescente diminuto con ascendencia irlandesa visible que influye en su primera historia. Como solamente ha tenido dos historias en la primera temporada antes de que su personaje fuera cortado, no hay tema visible en su narración. En su corto plazo en la serie, él demostró ser bastante malhumorado y negativo, pasando la mayor parte del tiempo que hacía comentarios sarcásticos y que antagonizaba a los otros miembros, especialmente a Frank. Él es el único personaje que deja el show sin ninguna explicación en su partida.

### Segunda generación
Varios años después de la última reunión de la Sociedad de Medianoche, Tucker vuelve a reiniciar las reuniones, invitando a su propio círculo de amigos a reformar la sociedad de medianoche.
- Quinn: Quinn suele tener problemas en la escuela y en casa, pero es un chico inteligente que le gusta burlarse de Andy y se une a Vange. Sus historias te harán encogerse.
- Vange: Vange (abreviación de Evangeline) es la más joven de la New Midnight Society. Ella es un poco femenina y no tiene problema para hablar de lo que piensa. Se une a Quinn y se burla de Andy mucho.
- Andy: Andy es muy dulce y amable. Quinn y Vange siempre se burlan de él por tener más músculos que cerebro. Vive en una granja con su familia. A menudo trabaja allí antes y después de la escuela. Andy está más cerca de Megan.
- Megan: Megan es una chica rica que no está muy cómoda en el bosque. Preferiría celebrar las reuniones de la Nueva Sociedad de Medianoche en su propio y bien administrado patio trasero. Tucker, no siendo igual que su hermano, permite a Megan volver a acondicionar la fogata con unos cómodos sofás viejos. Ella parece tener un punto blando para Andy.

### Recurrentes
- Sardò: Uno de los personajes recurrentes más significativos de las historias fue Sardò, quien fue creado por Gary para sus historias, aunque en el caso del relato El Dragón Oscuro lo utilizaron el resto de sus amigos para crear esa historia como regalo de cumpleaños para Gary. Era el propietario charlatán de una tienda de magia, se jactaba de ser un conocedor de lo oculto y propietario de poderosos objetos, sin embargo era un timador con un pésimo sentido de la negociación y la magia; aun cuando él no lo creía, su mercancía realmente era mágica pero estaba tan convencido que eran baratijas que tras convencer a sus clientes de los poderes que poseían las vendía por precios irrisorios que reducía sin necesidad de regatear con él diciendo: Pero salgo perdiendo yo ¿eh?. Por lo general, desconocía el verdadero poder de los objetos hasta que el chico que lo compraba se lo decía o le pedía que lo investigara. Un "gag" recurrente sucedía cuando alguien se dirigía a él como Sr. Sardò, por lo que replicaba: "No Señor y es Sardó, no Sardò, acento en el do". Siempre solía ayudar a los personajes, no calificando como un villano, a diferencia del Dr. Vink, con quien traba amistad. Su apariencia era un intento por parecer místico, pero solo lograba una parodia del estereotipo gitano, vistiendo camisas coloreadas y anchas, pañuelo en la cabeza y muchas joyas y lentejuelas, con movimientos amanerados y caminando con las manos levantadas a la altura de los hombros de una forma similar a los ademanes de Jack Sparrow. Aparece en los episodios Las Super Gafas, La Piedra Tallada, El Tesoro Del Navaja (Parte 1 & 2), La Puerta Abierta y El Dragón Oscuro entre otros.
- Dr. Vink: Otro personaje recurrente muy importante fue el Dr. Vink, creado por Frank como personaje recurrente de sus historias. Era prácticamente el opuesto total de Sardó, tanto en físico como en personalidad; un hombre físicamente imponente y corpulento, pero de baja estatura; posee una gran fortuna, pero viste de forma humilde, lleva cabellera y barba largas y enmarañadas. Sus habilidades cubrían todo tipo de conocimientos, por lo que en ocasiones se mostraba como un científico loco, mago, nigromante, etc... Cuando se presentaba decía: ¡Vink es mi nombre, Dr. Vink! Después de decir esto siempre le preguntaban: ¿Dr. Fink?, cuando esto sucedía, al estar mal pronunciado, respondía ¡Vink, con un uve, uve, uve! A menudo, algún protagonista le llamaba chiflado creyendo que no lo oía, pero siempre solía responder ¡Y os aseguro que no soy un chiflado!, por ello aunque fue un científico loco, un director de cine retirado, dueño de su propio restaurante como chef y dueño de una barbería su papel era ser un villano secundario. A diferencia de Sardó quien no era maligno, Vink más que maldad demostraba una actitud amoral, guiado por la curiosidad y el placer de experimentar no le interesaba el mal que pudiera desatar; los protagonistas quedaban atrapados en sus juegos y experimentos y aunque nunca ayudaba a nadie, siempre dejaba una chance o punto débil en las situaciones de forma que si alguno de ellos era lo suficientemente inteligente o valiente tuviese una mínima posibilidad de sobrevivir. Apareció en los episodios El taxi fantasma, La locura de medianoche, La sopa peligrosa y junto a Sardò en las dos partes de El tesoro del navaja entre otros.

## Premios y nominaciones
| Año  | Premio              | Nominado                    | Categoría        | Resultado | Referencias |
| ---- | ------------------- | --------------------------- | ---------------- | --------- | ----------- |
| 2025 | Kids' Choise Awards | Are you afraid of the dark? | Podcast favorito | Pendiente | [ 5 ]       |